# Marquen Gonçalves Ferreira
Marquen Gonçalves Ferreira (sinh ngày 30 tháng 11 năm 1983) là một cầu thủ bóng đá người Brasil.

## Sự nghiệp câu lạc bộ
Marquen Gonçalves Ferreira đã từng chơi cho Vegalta Sendai.